# Alice's Spanish Guitar
Série Alice Comedies
Alice Helps the Romance
(1926) Alice's Brown Derby
(1926)
Pour plus de détails, voir Fiche technique et Distribution.
Alice's Spanish Guitar est un court métrage d'animation américain muet de la série Alice Comedies sorti en 1926.

## Synopsis
Pete ne supporte plus la musique jouée par Alice à la guitare, dans un bar espagnol. Pour arrêter son supplice, il prend en otage Alice, l'emmène dans son château et l'emprisonne dans un cachot. Julius part à nouveau à la rescousse d'Alice.

## Fiche technique
- Titre original : Alice's Spanish Guitar
- Série : Alice Comedies
- Réalisation : Walt Disney
- Animation : Ub Iwerks, Rollin Hamilton, Hugh Harman, Rudolf Ising
- Encrage et peinture : Irene Hamilton, Walker Harman
- Photographie : Rudolf Ising
- Production : Margaret J. Winkler
- Société de production : Disney Brothers Studios
- Société de distribution : FBO pour Margaret J. Winkler (1926)
- Budget : 1 092,33 $
- Pays :  États-Unis
- Format d'image : noir et blanc - 35 mm - 1,37:1 - muet
- Genre : animation et prises de vues réelles
- Durée : 7 minutes
- Dates de sortie : 
  - Version muette : 15 novembre 1926[1]
  - Version sonorisée : ?

Source : Walt in Wonderland

## Distribution
- Margie Gay : Alice

## Commentaires
Produit en mai-juin 1926, le film a été livré le 12 juillet 1926. Le copyright a été déposé le 29 novembre 1926 par R-C Pictures Corp.
Le scénario est proche de celui des courts métrages de Mickey Mouse Mickey gaucho (1928) et Qui s'y frotte s'y pique (1930) bien que ces derniers se basent plus le film Le Gaucho (1927) avec Douglas Fairbanks.
D'après IMDb, Pete est nommé dans ce film Putrid Pete.